# Sommerberg (Zittauer Gebirge)
Der Sommerberg (496,9 m) ist ein Berg im östlichen Teil des Zittauer Gebirges. Sein bewaldeter Gipfel liegt auf der Gemarkung Lückendorf in der Gemeinde Oybin.

## Lage
Der Sommerberg befindet sich südöstlich von Lückendorf an der deutsch-tschechischen Grenze. Nach Norden hin fällt der Berg zum Taubengrund, westlich zum Tal des Niederauwassers ab; durch beide Täler führt die Gabler Straße. 
Nördlich erhebt sich der Zigeunerberg (510 m), nordöstlich der Heideberg (549 m) und der Straßberg (538 m), östlich der Pfaffenstein (Popova skála, 565 m) und der Hufeisenberg (Podkova, 519 m), südöstlich der Raubschloßberg (Loupežnický vrch, 539 m), südlich der Hutberg (Strážný vrch, 462 m), südwestlich der Falkenberg (Sokol, 592 m), westlich der Kalkofenberg (Vápenný vrch, 434 m) und der Hochwald (749 m) sowie nordwestlich die Brandhöhe (593,3 m) und der Scharfenstein (569 m). 
Umgeben wird der Berg im Nordwesten von Lückendorf und im Süden von Petersdorf (Petrovice).

## Beschreibung
Der Sommerberg ist ein wenig markanter, bewaldeter Berg, dessen Gipfel keine Aussicht bietet. An seinem waldfreien Westhang befindet sich ein Aussichtspunkt, der einen freien Ausblick auf Lückendorf mit dem Panorama des Gebirgskammes vom Hochwald über die Brandhöhe und den Scharfenstein bis zum Zigeunerberg bietet. Die Wiese am Westhang mit Vorkommen von Zittergras, Thymian, Kleiner Pimpinelle und Heidenelken ist als Berg-Mähwiese geschützt.  
Am nördlichen Fuße befindet sich im Taubengrund nahe der Gabler Straße die Forsthaushöhle. Südöstlich des Sommerberges befindet sich unweit der tschechischen Grenze die Quelle Scheibenborn. 

## Wintersport
Um den Sommerberg führt die 2,7 km lange Sommerbergloipe. Am Westhang besteht eine Piste mit einem Höhenunterschied von 60 m; der 400 m lange Schlepplift wurde 2006 außer Betrieb genommen.